# 심은우
심은우(본명: 박소리, 1992년 6월 2일 ~ )는 대한민국의 배우이다.

## 출연 작품

### 영화
- 2015년 《두 자매》 - 언니 역
- 2016년 《걷기왕》 - 이하니 역
- 2016년 《윤리거리규칙》 - 황민주 역
- 2018년 《60일의 썸머》 - 가을 역
- 2022년 《세이레》 - 해미 역

### 드라마
- 2016년 SBS 수목드라마 《원티드》 - 이지은 역
- 2017년 MBC 월화드라마 《역적 : 백성을 훔친 도적》 - 만신 역
- 2017년 SBS 수목드라마 《수상한 파트너》 - 홍차은 역
- 2018년 KBS2 월화드라마 《라디오 로맨스》 - 가뭄 역
- 2018년 MBC 월화드라마 《나쁜 형사》 - 전주연 역
- 2019년 tvn 주말드라마 《아스달 연대기》 - 타피엔 역
- 2020년 JTBC 금토드라마 《부부의 세계》 - 민현서 역
- 2025년 펄스픽 웹드라마 《그래서 오늘도 삽니다》

### 연극
- 2014년 《Earthlings》 - 66번 역
- 2018년 《에쿠우스》 - 질 메이슨 역

### 예능 프로그램
- 2020년 MBC 《복면가왕》 - 가왕, 오늘 와장창! 창(참가자 출연)
- 2020년 SBS 《런닝맨》 - 게스트 출연 (504회, 2020년 5월 24일 방송분)